# Zelotes chinguli
Zelotes chinguli FitzPatrick, 2007 è un ragno appartenente alla famiglia Gnaphosidae.

## Etimologia
Il nome della specie deriva dal villaggio in cui sono stati rinvenuti gli esemplari il 12 giugno 1983: Chinguli Crossing, nello Zimbabwe.

## Caratteristiche
Questa specie appartiene al mediocris group, le cui peculiarità sono: i maschi variano la forma dell'apofisi terminale e della base embolare; l'unico carattere condiviso è il lungo embolus che si origina retrolateralmente. Le femmine, invece hanno una forma peculiare della piastra e dei dotti dell'epigino.
L'olotipo maschile rinvenuto ha lunghezza totale è di 5,83mm; la lunghezza del cefalotorace è di 2,50mm; e la larghezza è di 1,92mm.

## Distribuzione
La specie è stata reperita nello Zimbabwe meridionale: l'olotipo maschile è stato rinvenuto nei pressi del villaggio di Chinguli Crossing, all'interno del Parco nazionale di Gonarezhou, appartenente alla provincia di Masvingo.

## Tassonomia
Al 2016 non sono note sottospecie e dal 2007 non sono stati esaminati nuovi esemplari.